# Wieruszkorumieniak mącznisty
Wieruszkorumieniak mącznisty, dzwonkówka mącznista (Entocybe pseudoturbida (Romagn.) T.J. Baroni, V. Hofst. & Largent) – gatunek grzybów z rodziny dzwonkówkowatych (Entolomataceae).

## Systematyka i nazewnictwo
Pozycja w klasyfikacji według Index Fungorum: Entocybe, Entolomataceae, Agaricales, Agaricomycetidae, Agaricomycetes, Agaricomycotina, Basidiomycota, Fungi.
Po raz pierwszy opisał go w 1974 r. Henri Charles Louis Romagnesi, nadając mu nazwę Rhodophyllus pseudoturbidus. W 2011 r. T.J. Baroni, Valérie Hofstetter i David Lee Largent po przeprowadzeniu badań filogenetycznych przenieśli go do rodzaju Entocybe Synonimy:
- Entoloma pseudoturbidum (Romagn.) M.M. Moser 1979
- Rhodophyllus pseudoturbidus Romagn. 1974

Nazwę zwyczajową zaproponował Władysław Wojewoda w 2003 r. dla synonimu Entoloma pseudoturbidum Po przeniesieniu gatunku do rodzaju Entocybe nazwa ta stała się niespójna z nazwą naukową. W 2025 r. Komisja ds. Polskiego Nazewnictwa Grzybów Polskiego Towarzystwa Mykologicznego zarekomendowała nazwę wieruszkorumieniak mącznisty, która jest spójna z nową nazwą naukową.

## Występowanie i siedlisko
Podano stanowiska w niektórych krajach Europy. W Polsce jego stanowisko w 1979 r. podała Barbara Gumińska na polanie Wyrobek w Pieninach, w 2019 r. B. Gierczyk podał następne. Na Czerwonej liście roślin i grzybów Polski ma status E – gatunek wymierający, którego przeżycie jest mało prawdopodobne, jeśli nadal będą działać czynniki zagrożenia.
Grzyb naziemny występujący w lasach, zwłaszcza bukowych.